# Gareth Carter
Gareth Carter (ur. 2 marca 1989) – nowozelandzki judoka.
Brązowy medalista mistrzostw Oceanii w 2008. Mistrz kraju w 2006 i 2007 roku.